# Kingsbridge, Ontario
Kingsbridge este o comunitate rurală mică în sud-vestul provinciei canadiene Ontario. Ea se află la 22 km nord de orașul Goderich. Regiunea din jurul lui Kingsbridge a fost populată în 1839 de către imigranții irlandezi care au provenit din comitatul Kerry, Irlanda. Kingsbridge a fost numit după John King, care au construit aici în 1850 un pod. În comunitate se află Biserica Sf. Iosif, o școală elementară și fosta  mănăstire St Joseph. Comunitatea este înconjurată de terenuri agricole mănoase, fiind situată lângă Lacul Huron.